# Anacampta riedelii
Anacampta riedelii é uma espécie do gênero Anacampta.  

## Taxonomia
A espécie foi descrita em 1938 por Friedrich Markgraf. 